# Ubrogepant
L'ubrogepant est une molécule de la famille des gépants, inhibitrice du récepteur au peptide relié au gène calcitonine, utilisé comme médicament de la migraine,. Elle n'est pas commercialisé en France en 2025.

## Efficacité
Il permet la sédation de la crise migraineuse dans un cas sur cinq après une prise de 50 mg ou de 25 mg d'ubrogepant. Cette efficacité est modérée, inférieure à celles des triptans ce qui fait réserver ce traitement aux cas d'intolérances ou d'inefficacité de ces derniers.
Administré durant la phase prodromique, elle peut parfois empêcher la crise migraineuse de survenir.